# Перещувка
Перещувка (пол. Pereszczówka) — село в Польщі, у гміні Дрелів Більського повіту Люблінського воєводства. Населення — 148 осіб (2011).

## Історія
У часи входження до складу Російської імперії належало до Радинського повіту Сідлецької губернії.
За даними етнографічної експедиції 1869—1870 років під керівництвом Павла Чубинського, у селі проживали лише греко-католики, усе населення розмовляло українською мовою.
Станом на 1921 рік село Перещувка належало до гміни Жероцин Сідлецького повіту Люблінського воєводства міжвоєнної Польщі.
За офіційним переписом населення Польщі 10 вересня 1921 року в селі Перещувка налічувалося 65 будинків та 276 мешканців, з них:
- 139 чоловіків та 137 жінок;
- 234 римо-католики, 42 православні;
- 276 поляків;

У 1975—1998 роках село належало до Білопідляського воєводства.

## Демографія
Демографічна структура станом на 31 березня 2011 року:
|          | Загалом | Допрацездатний вік | Працездатний вік | Постпрацездатний вік |
| -------- | ------- | ------------------ | ---------------- | -------------------- |
| Чоловіки | 78      | 9                  | 57               | 12                   |
| Жінки    | 70      | 11                 | 37               | 22                   |
| Разом    | 148     | 20                 | 94               | 34                   |